# Edmond Dehorter
Pour les articles homonymes, voir Dehorter.
Edmond Dehorter, né le 4 février 1877 à Londres et mort le 9 décembre 1965 à Louveciennes, est un journaliste sportif et le plus ancien des commentateurs sportifs français connus à la radio. À ses débuts, il a utilisé le pseudonyme du « Parleur inconnu ».

## Biographie
Edmond Albert Dehorter est né à Londres en 1877, d'Albert Dehorter et Léontine Goret.
Il est généralement présenté par les historiens de la presse et les livres spécialisés comme le premier journaliste français commentateur sportif à pratiquer des reportages et des interviews en direct à la radio. Le journaliste Paul Campargue, futur député du Front populaire et  vice-président du syndicat de la presse parisienne, n'hésite pas à le surnommer le « Père du radio-reportage » dans les colonnes du journal Le Populaire, le 3 juillet 1935.
Il est également présent aussi sur les ondes de Radio-Luxembourg lors de la création de la station radio en 1934, puis sur Radio 37, également à sa création en 1937.
Il meurt en 1965 à Louveciennes.

### Pionnier du commentaire sportif

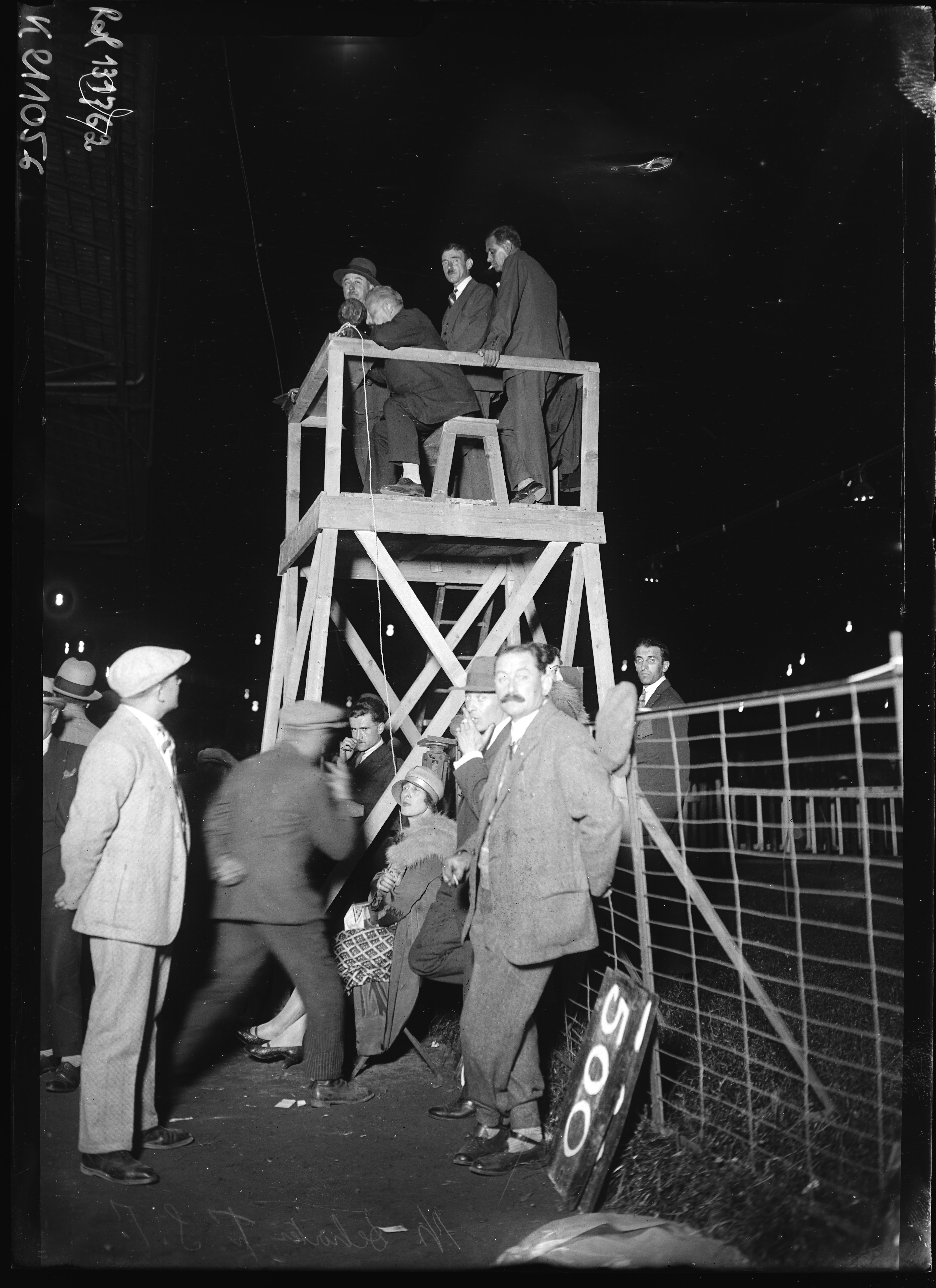
Edmond Dehorter, « reporter TSF » aux six jours d'été au vélodrome Buffalo, le 13 août 1928

Inspiré par l'action des journalistes Andrew Withe et J.O Smith aux États-Unis qui officient sur la station Westinghouse (KDKA) de Pittsburgh, notamment lors de la rencontre de boxe entre Georges Carpentier et Jack Dempsey en 1921, il contribue, grâce à ses reportages, à démocratiser le sport et notamment le spectacle du rugby dans la population française. Il officie tout d'abord dans le premier émetteur d'État, Radio Tour Eiffel en 1921, puis il passe en novembre 1921 dans une nouvelle station privée dénommée Radiola et qui deviendra Radio-Paris en 1924.

Le journaliste Alex Surchamp le décrit ainsi dans l'édition du Paris-Soir du 27 avril 1938:
« [...] Il allait, bavardait, caquetait, passant avec une étrange désinvolture qui réjouissait les sans-filistes, d'un stade de football à un court de tennis, d'un autodrome à un hippodrome, d'un magasin d'alimentation, à un établissement cinématographique; il était associé aux grandes manifestations nationales, aux enterrements comme aux bals de l'opéra. Il parlait de tout et de tous, sinon toujours avec compétence du moins toujours avec volubilité [...] »

### Créateur de l'interview sportif
Edmond Dehorter, à l'occasion d'un match de boxe, va permettre à la population française de l'époque de vivre en direct une rencontre sportive (du moins ceux qui sont possesseurs d'une TSF); durant la rencontre de boxe entre les français Marcel Nilles et Georges Carpentier qui se déroule le 6 mai 1923 au stade Buffalo à Montrouge,  Edmond Dehorter réalise le premier reportage sportif pour une radio française ainsi que le premier interview d'un vainqueur après sa victoire : « Ici Georges Carpentier, je viens de battre Nilles par ko en huit rounds et… je suis très content de la victoire ! »
Le reporter réitérera cet exploit le 27 mai 1923 en interviewant la jeune joueuse de tennis française Suzanne Lenglen, qui vient de remporter les championnats du monde de tennis sur terre battue au bois de Saint-Cloud.
Le 6 octobre 1923, avec l'accord du ministère des PTT, Dehorter utilise un circuit téléphonique pour diffuser en direct de la salle Wagram le reportage du match pour le titre de champion du monde de boxe qui oppose le français Eugène Criqui au belge Henry Hébrans. Sur le plan technique et radiophonique, cette rencontre est une nouvelle première en France, laquelle sera saluée par la presse écrite de l'époque.

### Reportages notables

#### Les Jeux olympiques de 1924
Les Jeux olympiques de Paris, organisés en 1924, furent les premiers jeux de l'histoire à bénéficier d’une importante couverture médiatique, les principales épreuves étant retransmises par la T.S.F. et commentées en direct par Edmond Dehorter. 
Interdit de stade par les organisateurs qui désiraient privilégier la presse écrite, il prit place dans la nacelle d’un ballon captif pour tenter d’effectuer son reportage mais il eut des difficultés à terminer certains de ses commentaires en raison du vent. Malgré tout, Edmond Dehorter réussit à convaincre la presse écrite de lui laisser une petite place pour le commentaire en direct, tout en laissant le privilège du compte-rendu de l’événement à la presse écrite,.

#### Le tour du Monde en avion avec escales
Le 14 avril 1928, le reporter Edmond Dehorter fait partie du groupe de personnes qui accueille Dieudonné Costes et Joseph Le Brix lors de leur arrivée à Paris à l'issue d'un tour du monde avec escales à bord de leur Breguet 19.